# 雅伊莱穆兰
雅伊莱穆兰（法語：Jailly-les-Moulins，法語發音：[ʒaji le mulɛ̃]）是法国科多尔省的一个市镇，属于蒙巴尔区。

## 地理
雅伊莱穆兰（47°27'33"N, 4°35'54"E）面积9.29 平方千米，位于法国勃艮第-弗朗什-孔泰大區科多尔省，该省份为法国中东部省份，北起奥布省，西接涅夫勒省和约讷省，南至索恩-卢瓦尔省，东南接汝拉省，东临上索恩省，东北部与上马恩省接壤。
与雅伊莱穆兰接壤的市镇（或旧市镇、城区）包括：欧特罗什、拉罗什瓦诺、维勒贝尔尼、布苏萨尔迈斯、当皮埃尔昂蒙塔涅。

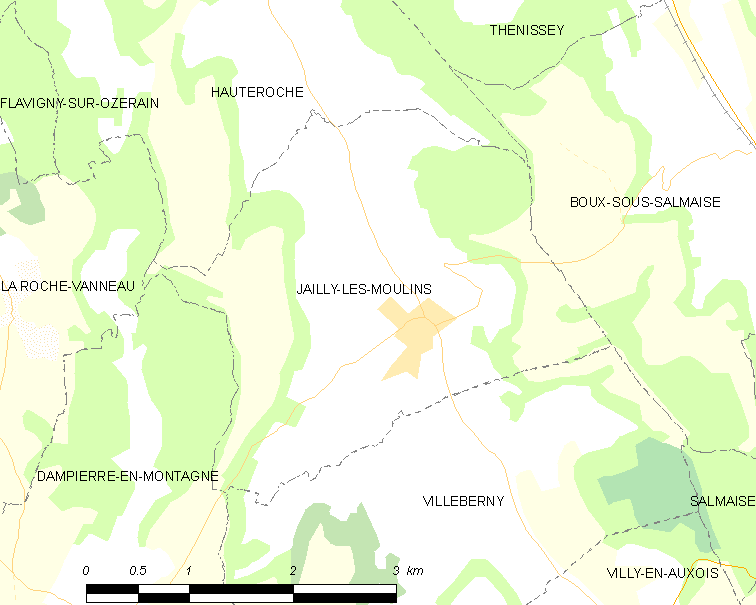
雅伊莱穆兰的OSM定位图

雅伊莱穆兰的时区为UTC+01:00、UTC+02:00（夏令时）。

## 行政
雅伊莱穆兰的邮政编码为21150，INSEE市镇编码为21321。

## 政治
雅伊莱穆兰所属的省级选区为蒙巴尔县。

## 人口

1962-2008年间雅伊莱穆兰人口变化图示

雅伊莱穆兰于2022年1月1日时的人口数量为76人。